# Cariniana
Genre
Classification APWebsite
Cariniana est un genre de plantes à fleurs de la famille des Lecythidaceae, comprenant neuf espèces toutes endémiques d'Amérique du Sud.

## Liste des espèces
Selon Plants of the World online (POWO) (9 juin 2021) :
- Cariniana domestica (Mart.) Miers (1874)
- Cariniana estrellensis (Raddi) Kuntze (1898)
- Cariniana ianeirensis R.Knuth (1934)
- Cariniana legalis (Mart.) Kuntze (1898)
- Cariniana micrantha Ducke (1930)
- Cariniana parvifolia S.A.Mori, Prance & Menandro (1995)
- Cariniana penduliflora Prance (1976)
- Cariniana pyriformis Miers (1874)
- Cariniana rubra Gardner ex Miers (1874)

## Description
Ce sont des arbres tropicaux généralement sans contrefort ou avec des contreforts peu développés. Leur écorce est généralement fissurée, et l'écorce interne est rouge. Les feuilles sont eucamptomiques ; leurs nervures sont tertiaires ou réticulées. Les inflorescences sont terminales, rarement axillaires, en racèmes ou en panicules. Les fleurs sont petites, mesurant moins de 10 mm de diamètre, zygomorphes ; elles comptent six sépales et six pétales ; l'androcée est prolongé sur un côté ; l'ovaire est 3-loculaire, les ovules insérés à la base du septum. Les fruits sont cylindriques ou turbinés, le péricarpe ligneux, épais à très épais ; les graines sont avec une aile unilatérale ; l'embryon présente deux cotylédons foliacés. 

## Répartition
Cariniana est représenté en Mésoamérique, Colombie, Venezuela, Pérou, Bolivie, Brésil et Paraguay.

## Taxonomie
Ce genre est décrit en 1842 par l'explorateur et botaniste italien Giovanni Casaretto, qui le nomme Cariniana. Le genre Amphoricarpus Spruce ex Miers est synonyme de Cariniana.